# Leo Mainoldi
Leonardo « Leo » Andrés Mainoldi, né le 4 mars 1985, à Cañada de Gómez, en Argentine, est un joueur de basket-ball argentin naturalisé italien. Il évolue au poste d'ailier fort.

## Palmarès
- Finaliste du championnat des Amériques 2015
- 3e du championnat des Amériques 2009, 2013
- 3e du championnat d'Amérique du Sud 2006
- Championnat d'Amérique du Sud 2008
- Championnat d'Amérique du Sud -21 ans 2004
- Champion LEB 2006